# Bolton upon Dearne
Bolton upon Dearne är en ort i unparished area Dearne, i distriktet Barnsley, Storbritannien. Den ligger i grevskapet South Yorkshire och riksdelen England, i den centrala delen av landet, 240 km norr om huvudstaden London. Bolton upon Dearne ligger 31 meter över havet och antalet invånare är 13 236. Bolton upon Dearne var en civil parish fram till 1938 när blev den en del av Dearne. Civil parish hade 14 245 invånare år 1931. Byn nämndes i Domedagsboken (Domesday Book) år 1086, och kallades då Bode(l)tone.
Terrängen runt Bolton upon Dearne är huvudsakligen platt. Bolton upon Dearne ligger nere i en dal. Runt Bolton upon Dearne är det tätbefolkat, med 659 invånare per kvadratkilometer. Närmaste större samhälle är Sheffield, 17,8 km sydväst om Bolton upon Dearne. Trakten runt Bolton upon Dearne består till största delen av jordbruksmark.